# أكرم الكعبي
الشيخ أكرم الكعبي ولد في 17 يونيو 1977 هو الأمين العام المقاومة الاسلامية حركة النجباء

## حياته
ولد عام 1977 وتتلمذ في العلوم الشرعية على يد آية الله محمد محمد صادق الصدر في حوزة النجف، وكان إمام مدينة المسيب الواقعة في شمال بابل. تنقّل الشيخ أكرم بين سجون الأحكام الخاصة في عهد صدام حسين، قبل أن ينخرط في المقاومة إثر الغزو الأميركي. كانت له مسؤوليات قيادية في جيش المهدي خلال معركة النجف الثانية عام 2004، ثم تابع دورات في العلوم العسكرية والإدارة الاستراتيجية قبل أن يشارك في تشكيل عصائب أهل الحق، التي صار أميناً عاماً لها خلال اعتقال الشيخ قيس الخزعلي. عاد الكعبي لمتابعة علومه الدينية مبتعداً عن العمل العسكري المباشر حتى انطلاق أحداث سوريا عام 2011، حيث كان في مقدمة المقاتلين في حركته الوليدة، حركة حزب الله النجباء، في حلب وغيرها.

## وصلات خارجية
- أكرم الكعبي على تويتر.
- حوار مع أكرم الكعبي على قناة السومرية
- حوار مع أكرم الكعبي على قناة الميادين
- وسم الشيخ أكرم الكعبي على قناة المنار